# 和平镇 (长兴县)
和平镇是中华人民共和国浙江省湖州市長興縣下辖的一个镇。
2012年5月29日，浙江省人民政府批复撤销吴山乡建制，其行政区域并入和平镇。调整后，和平镇辖2个居民区、30个行政村，镇政府驻和平村。

## 行政区划
和平镇下辖以下村级行政区划单位：
新街社区、老街社区、深碛村、吴村、马家边村、毛家店村、长岗村、回车岭村、城山村、长城村、霅泉村、庄里村、便民桥村、横山村、东山村、水产村、周坞山村、方家庄村、滩龙桥村、施家村、狄家斗村、和平村、独山村、小溪口村、吴山村、王村、红山村、南淙村、沙埠村、韦山村、横涧村和三矿村。